# Brestovo, Novi Pazar
Brestovo (izvirno srbsko Брестово) je naselje v Srbiji, ki upravno spada pod Mesto Novi Pazar; slednja pa je del Raškega upravnega okraja.

## Demografija
V naselju, katerega izvirno (srbsko-cirilično) ime je Брестово, živi 5 polnoletnih prebivalcev, pri čemer je njihova povprečna starost 53,3 let (34,0 pri moških in 72,5 pri ženskah). Naselje ima 2 gospodinjstev, pri čemer je povprečno število članov na gospodinjstvo 2,50.
To naselje je popolnoma srbsko (glede na rezultate popisa iz leta 2002).
|  |

| Demografija | Demografija     | Demografija     |
| Leto        | Št. prebivalcev | Št. prebivalcev |
| ----------- | --------------- | --------------- |
|             |                 |                 |
|             |                 |                 |
|             |                 |                 |
|             |                 |                 |
| 1948        | 51              |                 |
| 1953        | 60              |                 |
| 1961        | 41              |                 |
| 1971        | 23              |                 |
| 1981        | 18              |                 |
| 1991        | 9               | 9               |
| 2002        | 5               | 5               |
|             |                 |                 |

| Etnična sestava po popisu iz leta 2002 | Etnična sestava po popisu iz leta 2002 | Etnična sestava po popisu iz leta 2002 | Etnična sestava po popisu iz leta 2002 | Etnična sestava po popisu iz leta 2002 |
| -------------------------------------- | -------------------------------------- | -------------------------------------- | -------------------------------------- | -------------------------------------- |
| Srbi                                   | Srbi                                   |                                        | 5                                      | 100,0%                                 |
| Neznano                                | Neznano                                |                                        | 0                                      | 0,0%                                   |